# Nimr
Nimr (arab. نمر) – miejscowość w Syrii, w muhafazie Dara. W 2004 roku liczyła 7941 mieszkańców.